# Serranía de Ronda

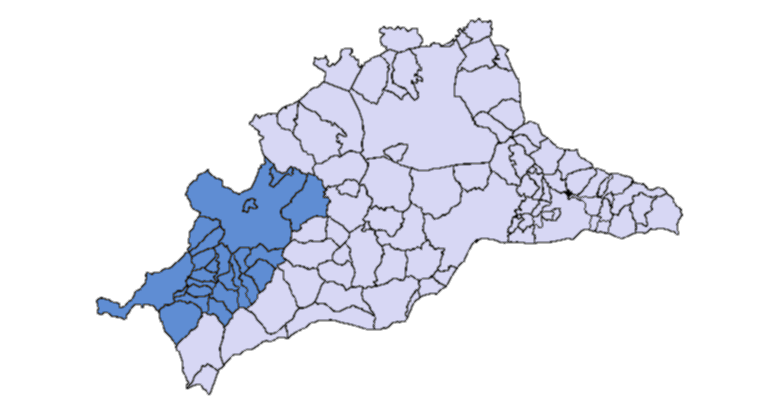
Ligging in de provincie Málaga

Serranía de Ronda is een comarca van de Spaanse autonome regio Andalusië. De comarca is gelegen in de provincie Málaga. De hoofdstad van de comarca is Ronda.

## Gemeenten
De 21 gemeenten die de comarca vormen, zijn:
- Algatocín
- Alpandeire
- Arriate
- Atajate
- Benadalid
- Benalauría
- Benaoján
- Benarrabá
- Cartajima
- Cortes de la Frontera
- Faraján
- Gaucín
- Genalguacil
- Igualeja
- Jimera de Líbar
- Jubrique
- Júzcar
- Montejaque
- Parauta
- Pujerra
- Ronda